# Tom Høyem
Tom Høyem, né le 10 octobre 1941 à Nykøbing Falster (Danemark), est un homme politique danois membre des Démocrates du centre (CD), ancien ministre.

## Biographie
Il est ministre du Groenland de 1982 à 1987.
Il est ensuite directeur des écoles européenne, successivement, de Culham, Munich et Karlsruhe.

## Décoration
- Ordre de Dannebrog (14 septembre 1984)

### Sources
- (da) Cet article est partiellement ou en totalité issu de l’article de Wikipédia en danois intitulé « Tom Høyem » (voir la liste des auteurs).